# Dunaferr NK
A DKKA egy magyar női kézilabda csapat. A csapat 1999-ben megnyerte a Bajnokok Ligáját, ezenkívül kétszeres EHF-kupa győztes, és egyszeres KEK győztes. A BL győzelem után az Európai Szuperkupát is megnyerték. A bajnoki címet ötször sikerült megszerezniük, legutóbb 2004-ben. 

## Szakmai stáb tagjai, 2025.
Gulyás Péter: vezetőedző
Bulath Anita: edző
Horváth Tibor: ügyvezető igazgató
Sípos Lajos: gyúró

## Sikerek
- Nemzeti Bajnokság
  - I. hely: 1998., 1999., 2001., 2003., 2004.
  - II. hely: 1997., 2000., 2002., 2005., 2008.
  - III. hely: 2006., 2007.
- Magyar Kupa
  - I. hely: 1998., 1999., 2000., 2002., 2004.
  - II. hely: 2005., 2008.
- EHF-kupagyőztesek Európa-kupája
  - I. hely: 1995.
- EHF-kupa
  - I. hely: 1998, 2016
  - II. hely: 2003.
- Bajnokcsapatok Európa Kupája
  - I. hely 1999.
- Európai Szuper Kupa
  - I. hely: 1999.